# 요충과
요충과(蟯蟲科, Oxyuridae)는 쌍선충강 요충목에 속하는 기생성 선형동물과 분류군이다. 8개 속으로 이루어져 있으며, 사람의 몸에 기생하는 요충(Enterobius vermicularis)을 포함하고 있다.

## 하위 속
- Citellina
- 요충속 (Enterobius) - 요충 (Enterobius vermicularis) 포함.
- Lemuricola
- 말요충속 (Oxyuris) - 말요충 (Oxyuris equi) 포함.
- 토끼요충속 (Passalurus) - 토끼요충 (Passalurus ambiguus) 포함.
- Protozoophaga
- 양요충속 (Skrjabinema) - 양요충 (Skrjabinema ovis) 포함.
- 쥐요충속 (Syphacia) - 쥐요충 (Syphacia muri), 쥐맹장요충 (Syphacia obvelata) 포함.
- Trypanoxyuris
- Wellcomia